# Fistful of Frags
Fistful of Frags es un mod de disparos en primera persona multijugador de Half-Life 2 ambientado en el Viejo Oeste que incluye tiroteos en equipo, todos contra todos y juegos cooperativos contra enemigos controlados por la IA. Se lanzó en Steam para Microsoft Windows, Mac OS y Linux el 9 de mayo de 2014, con varias actualizaciones posteriores que agregaron características y mapas.
El juego admite entre 12 y 20 jugadores simultáneamente, llenando los espacios vacíos con enemigos de IA si hay menos de 12 jugadores. Hay muchas armas disponibles que son famosas por aparecer en los medios del Viejo Oeste, entre ellas el Colt Peacemaker, el Derringer, el Mare's Leg, el Sharps Rifle, el rifle Henry y la ametralladora Coach. Ciertas armas son compatibles con la mecánica de doble empuñadura. Fistful of Frags también tiene un sistema de selección de armas único en el que se usan estrellas para puntuar las armas, armas secundarias o lateralidad que un jugador puede usar. El jugador puede sopesar el costo de estrellas de sus armas principales y secundarias para lograr una carga ventajosa. La lateralidad (izquierda o derecha) también tiene implicaciones importantes en la precisión. Las estrellas también se pueden usar para gastar en ventajas como patadas o puñetazos más fuertes, o poder llevar dinamita o barriles explosivos (que se pueden encontrar en los mapas).
Los modos de jeugo pueden ser todos contra todos o tener hasta 4 equipos: Desperados, Vigilantes, Rangers o Banditos. Las facciones están representadas en el marcador y en varias partes del HUD mediante los colores: azul para los Vigilantes, rojo para los Desperados, verde para los Rangers y amarillo para los Banditos. Aunque las cuatro facciones se distinguen en su aspecto y color del equipo y tienen diferentes líneas de voz, no hay diferencia entre cada facción en el juego. Las armas en el juego tienden a ser lentas en cuanto a velocidades de disparo y de recarga, pero lo compensan al tener un daño relativamente alto en comparación con otras armas en los juegos multijugador con Source Engine. Los rifles como la carabina Smith o Spencer tienden a tener una velocidad de disparo aún más lenta en comparación con otras armas como las pistolas, pero compensan el daño hasta el punto de matar instantáneamente con un disparo en la cabeza y dañar la mitad de toda la reserva de salud con un disparo al cuerpo. El jugador conocido como "n8" es ampliamente considerado como el usuario más hábil del rifle Smith. Las pistolas (generalmente revólveres o una variante más antigua de una pistola moderna, como una pistola volcánica) se utilizan de manera más rápida que los rifles, ya que no solo tienen una velocidad de disparo base más rápida, sino que también tienen la opción de "abanicar" el martillo percutor. También están disponibles más armas, como arcos, puños de bronce y cuchillos arrojadizos. Los nudillos de bronce rara vez se utilizan como arma principal, pero pueden ser útiles como último recurso. Los cuchillos arrojadizos generalmente se utilizan de la misma manera. Sin embargo, los jugadores tienen la opción de lanzarlos si el enemigo no está exactamente dentro del alcance cuerpo a cuerpo, pero aún lo suficientemente cerca como para que los rifles sean ineficaces. Los arcos son alternativas a otras armas de largo alcance como el rifle. Son más difíciles de usar, pero causan más daño desde distancias más largas. Las escopetas también están incluidas en el juego, pero suelen ser más raras de ver ya que son muy situacionales. Aunque son ineficaces a distancias medias y largas, las escopetas son devastadoras a corta distancia; algunas variantes incluso matan instantáneamente con un disparo en el torso. Patear es una mecánica única en el juego. Sin embargo, las patadas solo funcionan a distancia cuerpo a cuerpo y son más efectivas para derribar enemigos de zonas altas o tambalearlos para que sea más fácil dispararles.
Hay cajas en el juego que se pueden usar para obtener variantes más poderosas de armas base que se pueden obtener al comienzo de la vida. Hay varios tipos diferentes de cajas. Las cajas azules son las más comunes, las cajas rojas son las segundas más raras y las cajas doradas son las más raras. Solo existe una caja de oro en cada mapa (además de las que caen de los enemigos con altas rachas de muertes). Al abrir una caja, el jugador tiene la opción de elegir entre varias armas que complementan una variedad de estilos de juego. Las cajas de oro que se obtienen al matar a jugadores con una racha alta de muertes tienen varias armas aleatorias, incluidas al menos dos armas aleatorias de rango dorado.
Una estrategia para enfrentar a enemigos a corta distancia cuando se usa un rifle es dispararle una vez para debilitarlo y luego cambiar a un arma cuerpo a cuerpo como puños de bronce, cuchillos, hachas o machetes para acabar con el oponente. Otra estrategia es no usar armas en absoluto y utilizar únicamente armas cuerpo a cuerpo. Algunas ventajas de este estilo de juego incluyen una mayor velocidad de movimiento, ya que al no usar armas se obtiene una velocidad de movimiento base más rápida, y un combate que no requiere apuntar.
El juego tiene un sistema de curación único. En lugar de utilizar elementos curativos convencionales, como alimentos, paquetes de salud, vendajes o medicinas, un jugador herido puede beber whisky. Cada vez que un jugador bebe whisky, es más difícil apuntar durante un tiempo limitado, lo que impide que uno pueda curarse en medio de una pelea sin consecuencias. Una frase popular en el juego es "pasa el whisky", que se utiliza siempre que un jugador quiere avisar a sus compañeros de equipo de que necesitan curación. El propósito de este comando es para los jugadores que no desean utilizar un micrófono o un chat de texto. Sin embargo, la frase se ha convertido en un meme y rara vez se utiliza con este propósito.

## Recepción
PC Zone analizó la versión mod original del juego y dijo que sus mapas estaban "bien diseñados, bien elaborados y eran grandes". Sin embargo, criticaron las armas de corto alcance del juego por ser "poco potentes" y dijeron que era "mucho más satisfactorio jugar a medio y largo alcance".
Phil Savage de PC Gamer calificó el juego como "un FPS de la vieja escuela sin complejos" y "que vale la pena probar, aunque sea solo por la acción rápida y tonta del FPS", pero lo criticó como "bastante defectuoso en algunos lugares". Christopher Livingston de la misma publicación lo otorgó el premio "Mod de la semana", elogiando la mecánica de empuñar dos armas y llamando al juego "muy divertido".